# Cleveland Brown Jr.
Cleveland Brown Jr. (ook wel Junior of Cleveland Jr. genoemd) is de zoon van Cleveland en Loretta Brown in de tv-animatieseries Family Guy en The Cleveland Show. In The Cleveland Show wordt hij ingesproken door Seth MacFarlane. Zijn stem werd tot 2009 gedaan door Mike Henry. Sinds 2009 spreekt Kevin Michael Richardson zijn stem in.
Cleveland Jr. is een jong en aardig, maar hyperactief kind met een duidelijke ADHD-aandoening. Hij woont bij zijn vader Cleveland Brown. Vooralsnog lijkt de rol van Cleveland Jr. in Family Guy opgeheven te zijn. Vanaf het moment dat Family Guy zijn rentree maakte in de Verenigde Staten, heeft hij geen tekst meer gehad. Wat opmerkelijk is, is dat toen het programma The Cleveland Show van start ging, Cleveland Jr. heel dik en vrij rustig was, dit in tegenoverstelling tot het personage in Family Guy.